# Мягкие дирижабли класса K

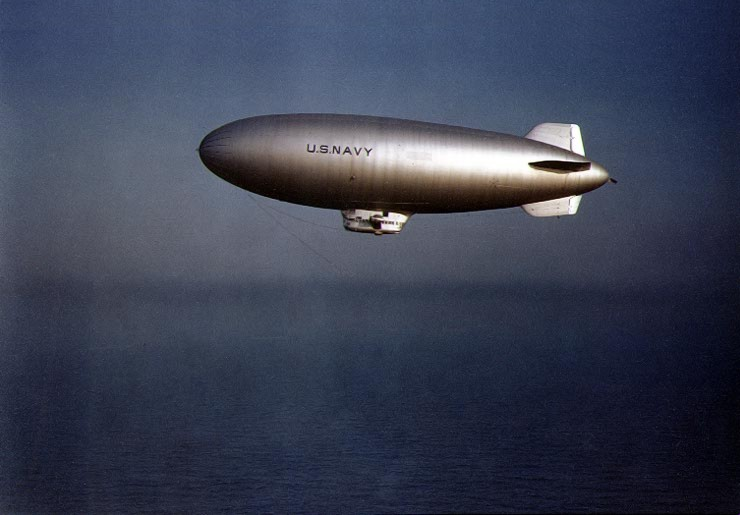

Мягкие дирижабли класса K (англ. M-class blimp) — серия дирижаблей времён межвоенного периода и Второй мировой войны. Были построены Goodyear Aircraft Company, располагавшийся в Акроне, штат Огайо. 134 построенных экземпляра были поставлены в ВМС США и использовались для противолодочной борьбы в районе Атлантики и Тихого океана.

## История
В 1937 году у Гудьирской компании были заказаны воздушные корабли K-1 и K-2. Объём внутреннего пространства баллонета дирижабля K-2 составил 11,440 м³. В Лейкхерст дирижабль поступил 6 декабря 1938 года.
На дирижаблем K-2 было проведено множество испытаний, так как он являлся прототипом. В 1940 году ВМФ США составил контракт с Goodyear на постройку шести дирижаблей данного класса (K-3- K-8). Они получили обозначение Goodyear ZNP-K. Они использовались в патрульных и эскортных целях. ВМФ получили данные дирижабли в конце 1941 — начале 1942 года.
К-3 стоил около 325 000 долларов.

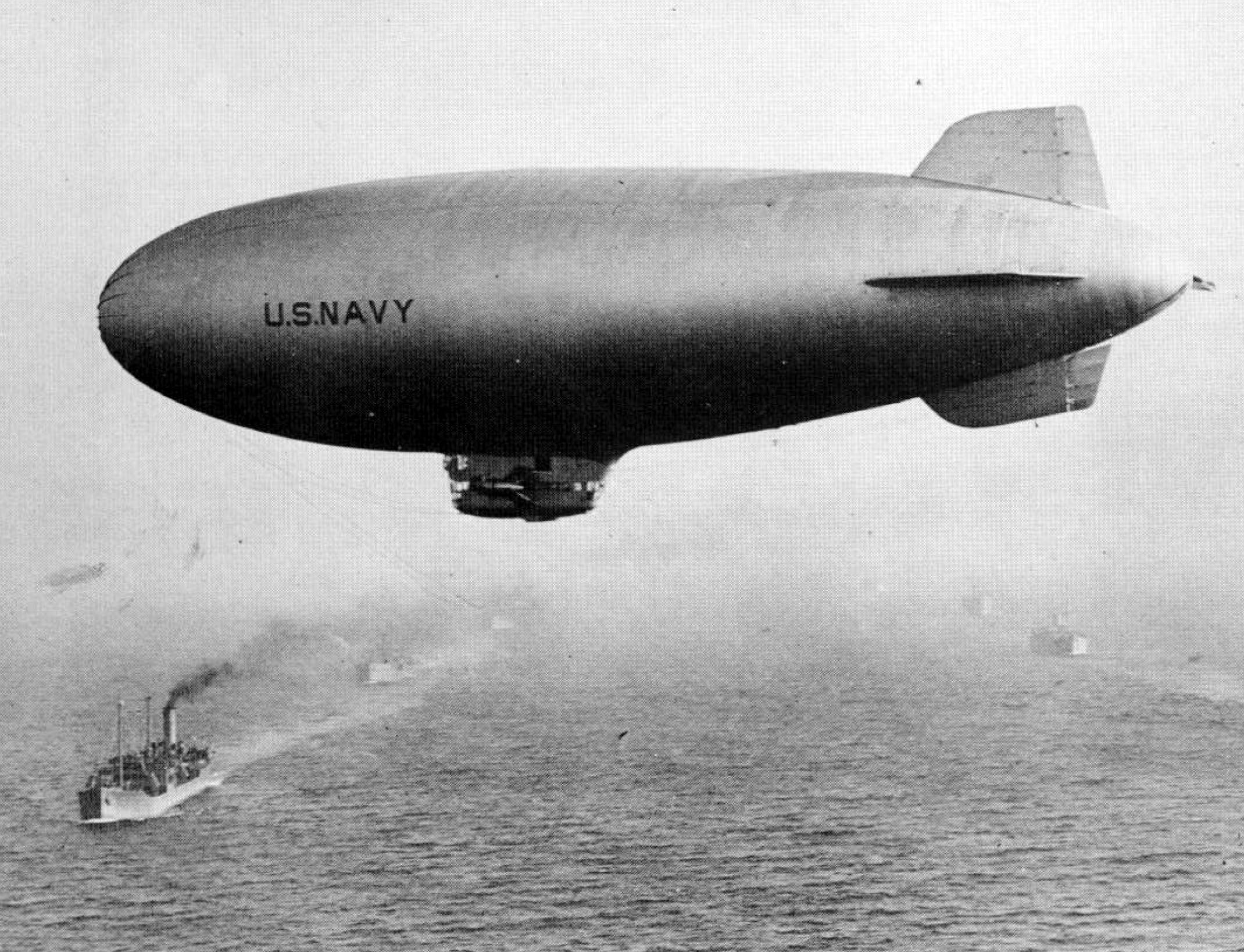

Затем (14 октября 1942 года) последовал заказ ещё на 21 дирижабль (K-9- K-30).
Следующий заказ был сделан 9 января 1943 года: ещё 21 дирижабль (K-31- K-50). дирижабли от K-9 до K-13 имели объём 11 780 м³, который вскоре был увеличен до 12 035 м³.
Окончательный заказ был обозначен в середине 1943 года- постройка 89 дирижаблей.

## Обозначения
- ZNP-K

Оригинальное обозначение дирижаблей данного класса. Модифицированные экземпляры обозначались как ZNP-K-2, и т. п.
- ZPK — другое, пересмотренное обозначение серии.
- ZP2K — обозначение дирижабля с увеличенным объёмом (14,923 м³).
- ZP3K — дирижабль с объёмом 14923 м³ и модернизированной системой управления и навигации.
- ZP4K — объём остался прежним (14923 м³), а длина составила 81,08 метров.

## Применение
Дирижабли были использованы для противолодочной борьбы (ASW) в районе Атлантики и Тихого океана. Усиленное навигационное оборудование позволило совершать ночные полёты. Модифицированные корабли были оборудованы радаром ASG, который имел дальность обнаружения 140 км. На некоторых кораблях устанавливались глубинные бомбы Mk-47. Так же на некоторых дирижаблях устанавливались 12,7 мм пулемёты Browning.
1 июня 1944 две группы данных дирижаблей пересекли Атлантику. Впервые мягкие дирижабли совершили трансатлантический полёт.
Способность дирижаблей данного класса «висеть» на малой высоте приводила к обнаружению большого количества подводных лодок.

## Технические характеристики
- Экипаж: 9-10 человек
- Длина: 76,73 м
- Диаметр: 17,63 м
- Полезная нагрузка: 3,524 кг
- Силовая установка: Pratt & Whitney R-1340-AN-2, 425 л. с. (317 кВт) каждый
- Объём оболочки: 12 043 м³
- Максимальная скорость: 125 км/ч
- Крейсерская скорость: 93 км/ч
- Максимальная длительность полёта: : 38 часов 12 минут

## Вооружение
- 1 × 0,50 дюйма (12,7 мм) M2 Браунинг-пулемет
- 4 × 350 фунтов (160 кг) бомб.